# Dagestanska ASSR
Dagestanska ASSR, förkortat Dagestanska autonoma socialistiska sovjetrepubliken var en autonom socialistisk sovjetrepublik som var belägen på Kaspiska havet mellan 1921 och 1991.

## Namn
Fullständigt namn av autonoma på de officiella språken är:
- Ryska: Дагеста́нская Автоно́мная Сове́тская Социалисти́ческая Респу́блика, förkortat Дагеста́нская АССР
- Avariska: Дагъистаналъул Автономияб Советияб Социалистияб Республика, förkortat Дагъистаналъул АССР
- Kumykiska: Дагъыстан Автоном Совет Социалист Республикасы, förkortat Дагъыстан АССР
- Lezginska: Дагъустандин Автономиядин Советрин Социалист Республика, förkortat Дагъустандин АССР
- Lakiska: Дагъусттаннал Автономный Советский Социалистический Республика, förkortat Дагъусттаннал АССР